# Flore Revalles
Flore (o Flora) Revalles (25 de enero de 1889-29 de agosto de 1966) fue una artista suiza activa durante las primeras décadas del siglo XX.  Revalles comenzó como cantante en Suiza, bailó con los Ballets Rusos en Europa y América y apareció en producciones de Broadway y Hollywood antes de retomar su carrera de cantante en Europa. También se la recuerda por ser tía de la estrella del cine francés Guy Tréjan (1921-2001).

## Vida y carrera
Emily Flora Treichler nació en Rolle, Suiza, una pequeña ciudad situada a lo largo de la orilla noroeste del lago de Ginebra. A los veinte años, Revalles era cantante en el Grand Théâtre de Genève hasta que el escenógrafo y diseñador de vestuario Léon Bakst la convenció para unirse a la gira europea de los Ballets Russes de Diaghilev en producciones como Cleopatra, Thamar y Scheherazade.
En enero de 1916, Diaghilev llevó a su compañía a Nueva York para un compromiso de dos semanas en el Century Theatre y un período de cuatro semanas en el Metropolitan Opera House. En el Met, en abril, Revalles bailó con Vaslav Nijinsky en el último baile de Till Eulenspiegel. El debut de Nijinsky, la estrella de los Ballets Rusos, se había retrasado varias semanas mientras se negociaba su liberación de un campo de prisioneros de guerra austriaco. Durante su estancia en América, Revalles participó en varios actos patrióticos en Nueva York a beneficio de los soldados aliados. Poco después de sus compromisos en Nueva York, los Ballets Rusos se embarcaron en una extensa gira por América.
Flore Revalles es su nombre y actúa en la mayoría de los ballets, entre ellos en la antigua historia de la dama serpiente del Nilo, Cleopatra. Flore Revalles es una persona toda ella de suaves curvas y largas líneas sinuosas, con una oscura coloración egipcia y todos los atributos de una vampiresa bien regulada. En la historia de la que procede el ballet, una humilde esclava se atreve a amar a Cleopatra. Al principio, toda la corte con la reina se queda atónita y asombrada ante la presunción del esclavo; pero, movida por un capricho, cede ante él durante una breve y delirante hora y luego lo mata con un extraño y terrible veneno. Galveston Daily News, 26 de noviembre de 1916
Revalles fue noticia en Estados Unidos en octubre de 1916 tras revelar que había adoptado una cobra para que le ayudara a perfeccionar su baile de Cleopatra, afirmando que “la cobra es la más graciosa de todas las serpientes”.
Durante su estancia en Estados Unidos, Revalles actuó en dos producciones de Broadway, Miss 1917, una revista musical que estuvo en cartelera en el Century Theatre antes de que el teatro cayera en bancarrota, y en el exitoso espectáculo musical de los hermanos Shubert en 1919, Monte Cristo Jr., interpretando los múltiples papeles de Yvonne, Haydee y Diamonda, en una temporada de casi un año en el Winter Garden Theatre.
También actuó en al menos dos películas estadounidenses, interpretando a Messalina en Woman -una película de 1918 que intenta contar la historia de la mujer desde Eva hasta la actualidad, una historia que algunos consideraron arriesgada- y a Daisy Rittenshaw en la película de 1920 Earthbound, en la que su marido asesina a su mejor amigo tras descubrir su aventura. Más tarde, su amante regresa como un fantasma incapaz de seguir adelante hasta que ayuda a aquellos a los que había perjudicado.
A principios de la década de 1920, Revalles decidió volver a Europa para retomar su carrera de cantante. A mediados de la década de 1930 optó por retirarse a Ginebra, Suiza, donde murió en 1966 a los 77 años.

## Galería

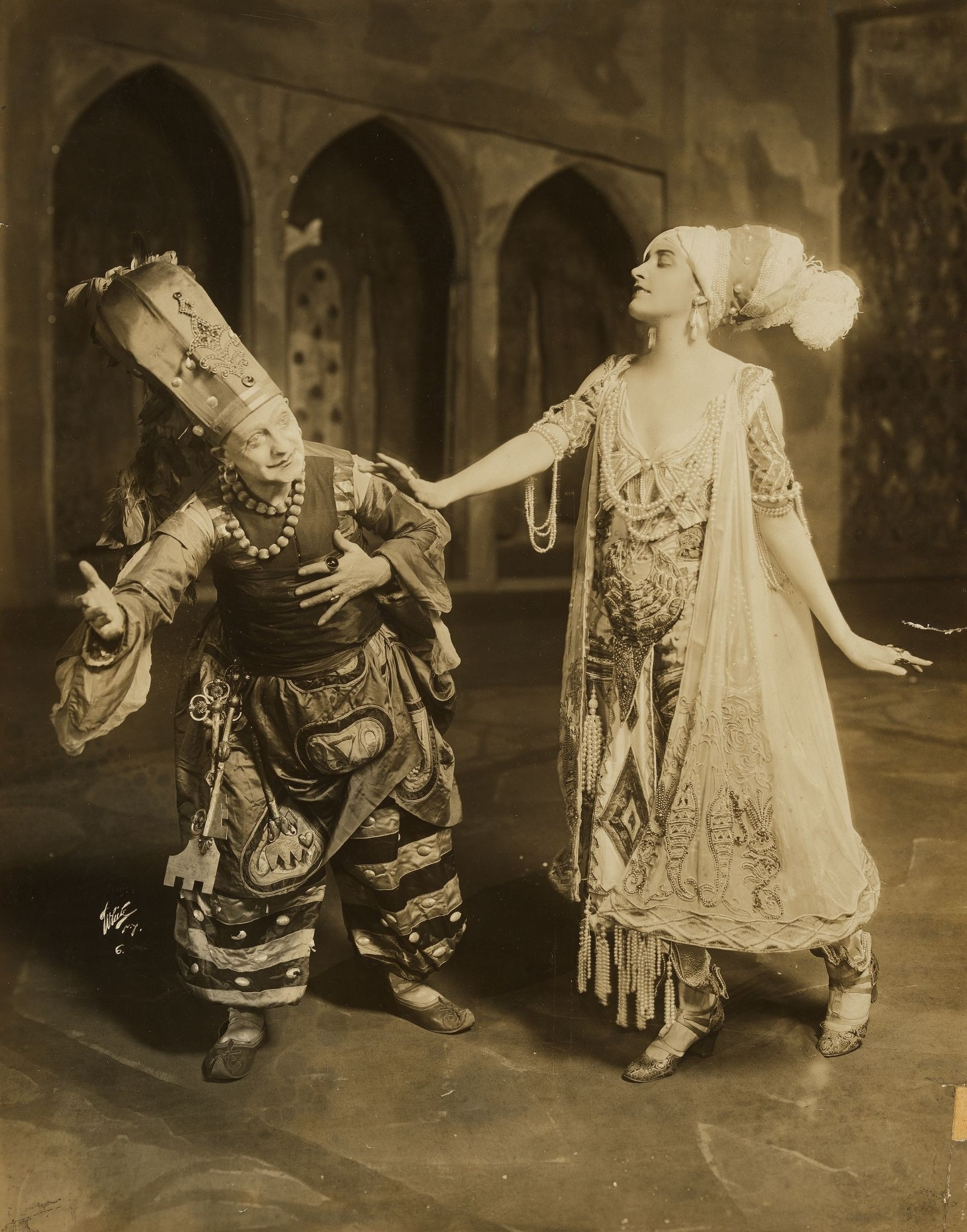
Fotografía de Schéhérazade, 1916: Enrico Cecchetti y Flore Revalles como Eunuco y Zobeide
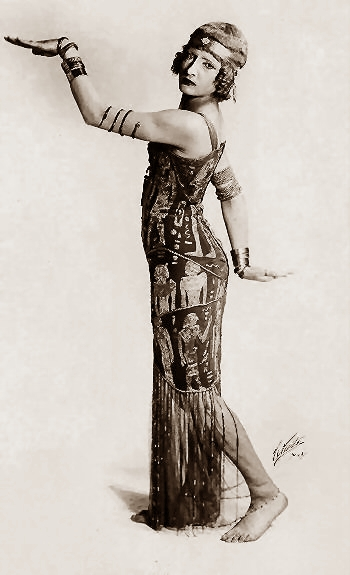
Revalles circa 1916
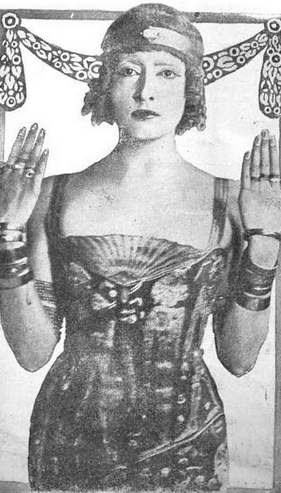
Flora Revalles como Cleopatra, en una publicación de 1916